# 永巨街道
永巨街道，是中华人民共和国内蒙古自治区赤峰市红山区下辖的一个乡镇级行政单位。

## 行政区划
永巨街道下辖以下地区：
永巨社区、铁匠营社区、粮市社区、双桥社区、九神庙社区和桥南社区。